# ジョン・セルデン

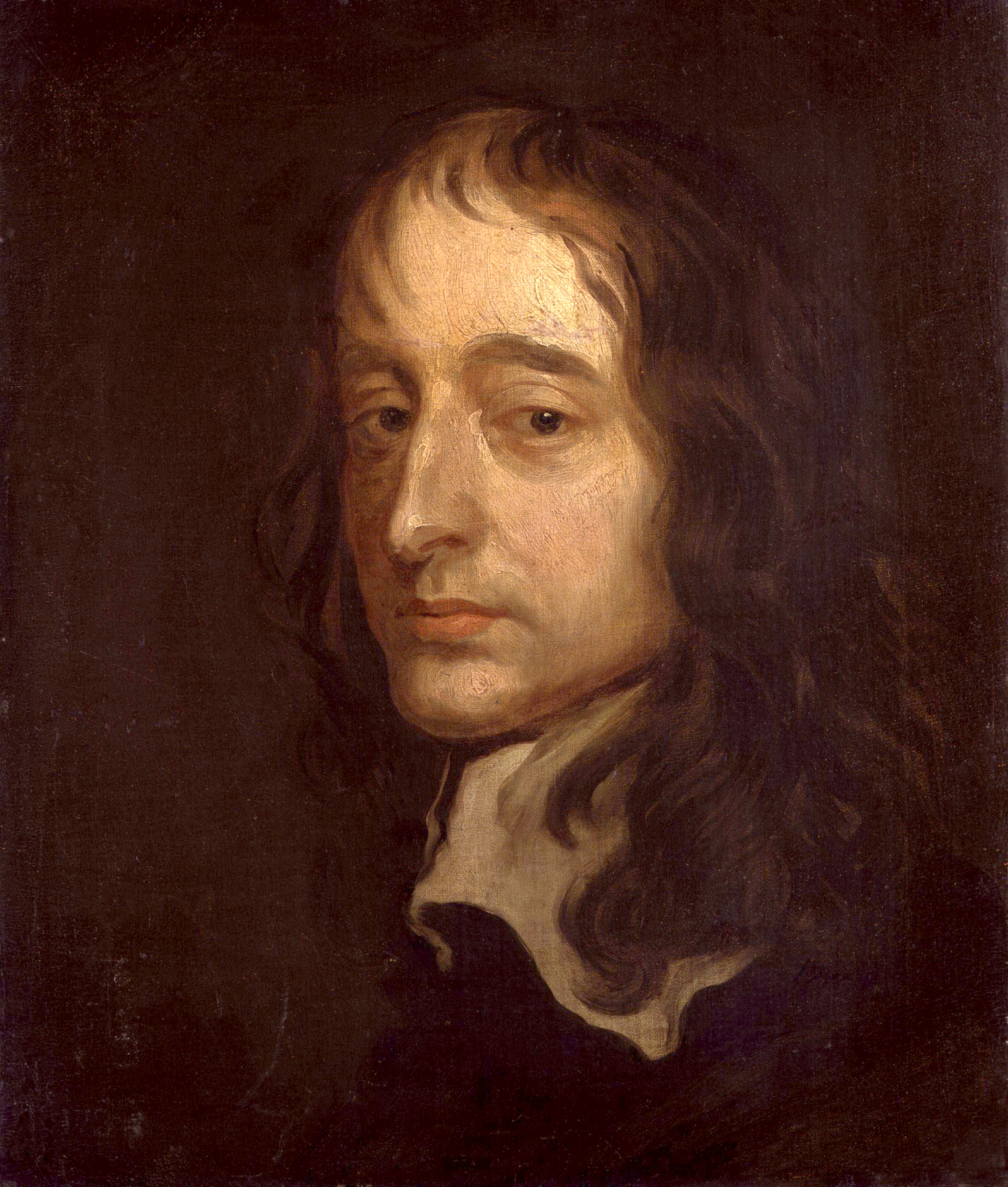

ジョン・セルデン （John Selden, 1584年12月16日 - 1654年11月30日）は、清教徒革命（イングランド内戦）期のイングランドの法律家、古代法研究の歴史家、中東の研究者、政治家。

## 生涯・人物
サセックスのサルヴィントンで、小さな農園主の息子として生まれた。母はケントの騎士階級の出身といわれる。チチェスターのグラマースクールで教育を受け、1600年にはオックスフォード大学のハート・ホールへ進んだ。初期からの後援者は、ロンドン塔で保管されていた議会の記録を筆写し要約するためにセルデンを雇った、ロバート・ブルース・コットン卿である。1612年に弁護士となり法廷へはまれにしか出なかったが、不動産譲渡取り扱いや法律相談役としての腕は確かで、評判もよかった。
しかし、セルデンが真の能力を発揮したのは文筆家・学者としてである。彼が〈ノルマンの征服以前のイギリス文民管理〉について著作を完成したのは22-23歳でのことであった。これが後の《Analecton Anglo-Britannicon,1615年》である。1610年までに、ヘンリー2世までのイギリス法の進歩を扱う《England's Epinomis and Janus Anglorum》、《Facies Altera》、ノルマン征服以来のイギリスにおける戦闘による裁判の歴史を調べた《決闘、または一騎討ち The Duello, or Single Combat》などの著作がある。1613年にはマイケル・ドレイトン（Michael Drayton）の《Poly-Olbion》18編への引用と参照を含む一連の注を発表。《名誉の称号Titles of honour，1614年》を出版。これはいくつかの明らかな欠陥と省略にもかかわらず、数世紀もこの主題をあつかった信頼できる著作であり続けた。1617年に発表された《De diis Syriis》によって、セルデンは、ヨーロッパにおける中東学者としての名声を確立する。それは時代に先駆けた比較方法で注目され、セム系神話の学徒に長く利用された。
主著となった《十分の一税の歴史History of tithes，1618年》は検閲され認可を受けた後出版されたものではあるが、それでもイングランド国教会の主教たちの憂慮をかき立て、国王の介入を招いた。セルデンは枢密院に召喚され、著作の中で教会の十分の一税が神授権を持つことを否定した部分を撤回するよう強制された。さらに高等法院から圧迫を受けて仕事を制限され、批判者への回答を禁じられた。おそらくこの事件がセルデンの政治活動のきっかけとなる。イギリスの大内乱が始まり、1621年の下院によって宣言された議会の権利と特権に関する決議文の作成者と目され、ロンドン塔に投獄される。短い拘留期間の中、看守に貸してもらった写本をもとに《Eadmer's History》の編纂を準備し、2年後には出版された。
1623年、ランカスター自治都市の代表として下院に入り、グランヴィル上級弁護士の選挙委員会のもと、ジョン・コーク、ウィリアム・ノイ、ジョン・ピムの同僚となる。チャールズ1世の最初の議会では、セルデンは議席を持っていなかったが、1626年の第2議会ではウィルトシャー州ベッドウィンから選出されてバッキンガム公ジョージ・ヴィリアーズの弾劾に参加した。1628年にはウィルトシャー州ラッジャーシャルから選出され、権利の請願の起草に参加する。
1629年の会期中、国王のために不当に留保されたトン税・ポンド税への対策を下院で通過させたことに責任があるメンバーの1人だったため、ジョン・エリオット卿などの同僚とともにロンドン塔に送られた。ウィリアム・ロード主教が釈放させるまでの8ヶ月に、最初は書物と文具の使用を制限されながら過ごした。その後ベッドフォードシャー州のレストで隠退中の著作である《De successionibus in bona defuncti secundum leges Ebraeorum》《De successione in pontificatum Ebraeorum》を1631年に出版する。
そのころのセルデンは人民の党派よりは法廷に心が傾いており、国王個人の好意をも得たようである。その著《閉鎖海論 Mare clausum，1635年》はチャールズ1世に献げられ、王室によって一種の公文書として出版された。それはフーゴー・グローティウスの《自由海論 Mare liberum》への反論として16〜17年前に書かれながら、政治理由によって発表を禁じられた文書のように、そして、オランダのイギリス海域での漁業権の主張を前もって反駁したもののようにも思われた。1637年にジョン・ハムデンが主唱した船舶税への反抗にセルデンが加わっていないのはあり得ないのだが、国中を震撼させるこの問題が進行している間、彼は《De jure naturali et gentium juxta disciplinam Ebraeorum，1640年》として結実する中東研究に没頭している。
1640年の短期議会には選出されなかったが、母校オックスフォード大学を代表して長期議会に入った。上院から主教を除くことへの反対決議に抵抗し、この機会に使われたグリムストン卿の議論への反論を印刷させた。国教会の教義と王権に対するプロテスタント信仰の保持、そして臣民の自由を訴える反抗にセルデンは加わり、1643年にウェストミンスターでの神学者会議に参加し、ロンドン塔の記録管理者に任命される。1645年に海軍への議会派遣委員に指名され、さらにケンブリッジ大学のトリニティ・ホールの主監に選ばれるが、これを辞す。臣民の権利について論議している活動の間も著述は続けられ、《イギリスの男爵位の特権Privileges of the Baronage of England，1642年》、《Dissertatio de anno civili et calendario reipublicae Judaicae，1644年》、ユダヤ人の婚姻と離婚についての《Uxor Ebraica，1646年》、イギリス法律書としては最初に印刷された《Fleta，1647年》と、精力的に出版されている。1646年に彼が受けた国王の圧政による被害に対し、5000ポンドの補償金が支払われた。
革命議会の独立派および平等派の圧迫により1649年に引退。1650年から1655年にかけて《De synedriis et prefecturis juridicis veterum Ebraeorum》が執筆され、あわせてロジャー・トワイズデン（Roger Twysden）卿の《Historiae Anglicae scriptores decem》の手稿を照合した。セルデンの最後の著作は、彼がかつて書いた領海論へのオランダ法学者テオドール・グラスウィンクル（Theodore Graswinckel）からの抗議に答えたものであった。1639年にケント伯が亡くなってからは、伯爵の未亡人と同棲生活に入ったが、正式の権婚はしていない。ホワイトフライアーの僧院で逝去し、ロンドンのテンプル教会に埋葬された。彼の死後の1689年に筆記者リチャード・ミルワードによって編集され、「言葉のほとんどがセルデンのものであり」「趣味と精神において彼自身のものである」とされる《食卓談話 Table Talk》は、今日もっともよく知られている著作ではあるが、その真偽は定かではない。同時代人ジョン・オーブリーの『名士小伝』にセルデンについての最も早い伝記がある。

## 評価
セルデンは、教権と俗権の分離を支持していたことにより、カトリック側でのソッツィーニ派、オランダの改革長老教会に対するアルミニウス主義に近い考えを持っていたことが推測できる。セルデンが、アルミニウス派との志向が似ていると指摘されることのあるロード主教に保護されていたことを考えると、セルデンとグロティウスの類似点にも思い至る。当時のイギリスでもこの種の思想は少数の知性に宿り、内乱期には政治上の誤解を招きかねないものであった。エラスムスの友人でありヘンリー8世に処刑されたトマス・モアや下院に弾劾されたフランシス・ベーコンとセルデンは、行政や法律の実務に通じた教養人で、党派や宗教に固有である狂信を嫌悪していた共通点がある。彼らは生きているときには等しく迫害を受け、ヨーロッパにおける啓蒙思想の伝統をかろうじて保ったとも言えよう。

## 著書

### 日本語訳
- 『海洋閉鎖論 1・2』本田裕志訳、「近代社会思想コレクション」京都大学学術出版会、2021年